# La Peinture en Martinique
La Peinture en Martinique est un ouvrage collectif sous la direction de Gerry L'Étang, paru aux éditions Hervé Chopin en 2007  (ISBN 9782911207792). Il a été récompensé par le Grand Prix du Salon du livre insulaire en 2008.